# Beukenlaan 17-19 (Baarn)
De beide blokvormige en vrijstaande huisjes Beukenlaan 17-19 zijn een gemeentelijk monument in Baarn in de provincie Utrecht. 
Het huis aan de Beukenlaan is in 1921 gebouwd onder toezicht van architect H. Ouderdorp jr. Twee steunberen op de hoeken van de huizen zijn doorgetrokken. Het onderste deel van de dakkappen heeft een zeer steile helling.